# Pietro Ciuffo
Pietro Ciuffo (Cagliari, 5 settembre 1891 – Genova, 25 giugno 1956) è stato un disegnatore, giornalista e partigiano italiano.

## Biografia
Laureato in matematica, amico e compagno di Antonio Gramsci, durante la prima guerra mondiale lo aiutò ad avvicinare i lavoratori sardi immigrati a Torino. Socialista, dopo il congresso di Livorno aderì al PCdI.
Redattore de L'Ordine Nuovo, si rivelò abile caricaturista; firmava Cip i suoi disegni, e divenne Red quando cominciò a realizzarli per l'Unità. Processato nell'aprile del 1923 per aver partecipato alla difesa armata del giornale contro gli assalti fascisti, Ciuffo fu assolto con tutti gli altri imputati. Ciò rese ancor più frequenti le aggressioni degli squadristi di Piero Brandimarte, che mal sopportavano i suoi attacchi satirici.
Nel 1925 Pietro Ciuffo riparò in Liguria per poi trasferirsi a Roma, per lavorare ancora con Gramsci. Tornato a Genova, dove per due anni fu sottoposto all'ammonizione di polizia, si trasferì poi a Milano. Qui, per breve tempo, fu impiegato presso la rappresentanza commerciale sovietica, che lasciò per tornare a Genova, dove visse, sempre sottoposto a persecuzioni poliziesche, dando lezioni private.
Durante l'occupazione tedesca fu attivo nelle file della Resistenza genovese e, dopo la Liberazione, collaborò con scritti e disegni all'edizione ligure de l'Unità. Sempre attivo nel suo partito, morì in seguito a un incidente stradale.